# Glenea algebraica
Glenea algebraica är en skalbaggsart som först beskrevs av Thomson 1857.  Glenea algebraica ingår i släktet Glenea och familjen långhorningar. Inga underarter finns listade i Catalogue of Life.